# Ivan Conti
Ivan Miguel Conti Maranhao, noto anche con lo pseudonimo di Mamão (Rio de Janeiro, 16 agosto 1946 – Rio de Janeiro, 17 aprile 2023), è stato un batterista brasiliano, noto per aver partecipato a diverse registrazioni di artisti MPB e per aver fatto parte - insieme ai connazionali José Roberto Bertrami e Alex Malheiros - del trio strumentale Azymuth.

## Biografia
Dopo aver ottenuto un discreto successo in Brasile, all'inizio degli anni 80 gli Azymuth si trasferirono negli Stati Uniti dove iniziarono una carriera internazionale. I tre membri, in particolare Conti, ebbero per un periodo anche problemi personali; tornati in buona forma dalla seconda metà degli anni '90, grazie anche all'esplosione dell'Acid Jazz, firmarono un contratto con l'etichetta inglese Far Out Recordings. Nel 2012, in seguito alla morte del tastierista Bertrami, il gruppo continuò le sue attività con Fernando Moraes al suo posto.
A Conti si devono molti brani del gruppo: egli spaziò dal samba al funk, in una sorta di fusione jazz, costituendo uno stile chiamato "samba doido" dagli stessi membri. Si ricordano Linha do Horizonte, Melô da Cuíca, Flight over the Horizon e il grande successo internazionale Jazz Carnival.
Da solista incise quattro album, l'ultimo dei quali nel 2021. Durante la sua carrierà suonò con Roberto Carlos Braga, Jorge Ben, Paulinho da Viola, Vinicius de Moraes, Chico Buarque de Hollanda, Gal Costa, Maria Bethânia, Raul Seixas.
L'annuncio della sua morte, avvenuta nell'aprile del 2023, è stato dato su Instagram.